# Paratamboicus mexicanus
Paratamboicus mexicanus is een hooiwagen uit de familie Sclerosomatidae.